# Берлін (вулкан)
Берлін (англ. Mount Berlin) — щитовий вулкан хребта Флуд, висотою 3478 м, (за іншими даними 3498 м) в Землі Мері Берд на північно-західному узбережжі Антарктиди, приблизно за 276 км на захід — північний-захід від вулкана Сідлей (4181 м), недалеко від східного узбережжя моря Росса.

## Відкриття і дослідження

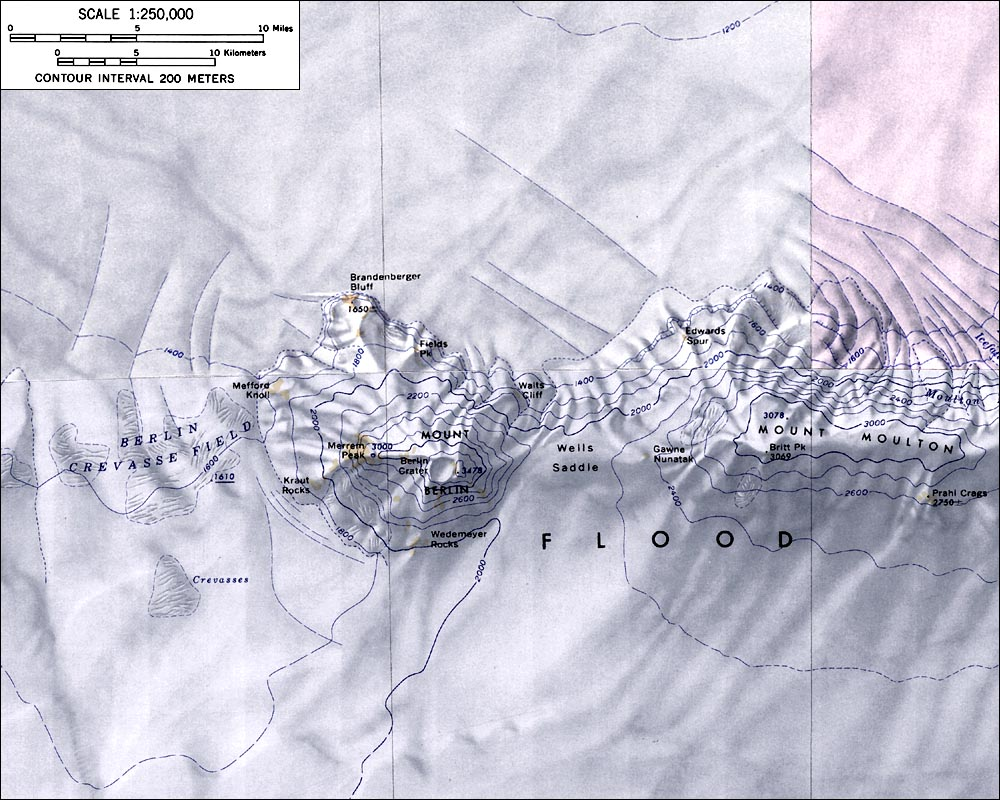
Топографічна мапа вулканів Берлін і Моултон (масштаб 1:250,000)

Вулкан був відкритий антарктичною експедицією полярного дослідника, адмірала Річарда Берда в листопаді-грудні 1934 року. Берд назвав вершину на честь свого дядька Генрі Д. Флуда — «Гора Гал Флуд» (англ. Mount Hal Flood), але ім'я Флуд в даний час застосовується до всієї гірської системи, частиною якої є ця вершина. Сам вулкан був названий «Консультативним комітетом з назв в Антарктиці» (US-ACAN) на честь Леонарда М. Берліна, керівника партії, в рамках програми США з досліджень в Антарктиці (USAS) в грудні 1940 року.
Вулкан Берлін складається з двох здвоєних щитових вулканів (кратерів), власне східного кратера Берлін та західного — Меррем Пік (англ. Merrem Peak, 76°3′ пд. ш. 136°3′ зх. д. / 76.050° пд. ш. 136.050° зх. д., 3000 м), кожен з 2-кілометровими кальдерами. Кальдери орієнтовані уздовж східно-західної лінії на відстані 3,5 км одна від одної. Кратер Берлін має активні фумароли вздовж західної та північної сторін кальдери з характерними для вулканів Антарктики вежами фумарольного льоду.
Наймолодший шар тефри на вершині гори Берлін датується віком у 14,5 ± 3,8 тисячі років. Лавовий потік нижче веж фумарольного льоду має вік близько 10,3 ± 2,7 тисячі років.